# Chapelle Notre-Dame-de-Lourdes de Montréal
Pour les articles homonymes, voir Chapelle Notre-Dame-de-Lourdes.

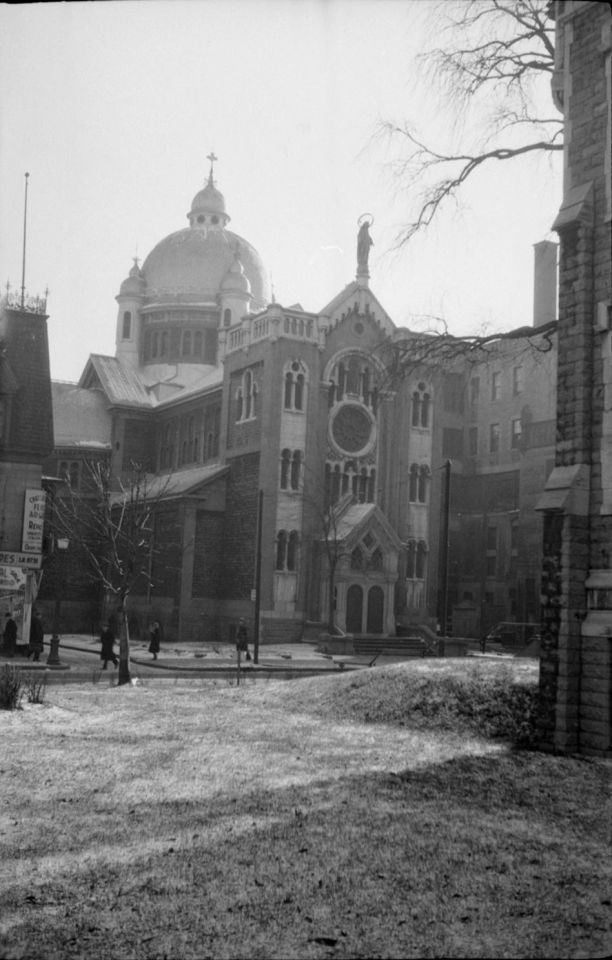
La chapelle Notre-Dame-de-Lourdes de Montréal en 1937

La chapelle Notre-Dame-de-Lourdes de Montréal est un lieu de culte catholique situé au 430, rue Sainte-Catherine Est, à Montréal, au Canada.

## Histoire
La chapelle Notre-Dame-de-Lourdes de Montréal a été construite par les Prêtres de Saint-Sulpice, entre les années 1873 et 1882 sur un terrain concédé par Côme-Séraphin Cherrier. Elle a été officiellement ouverte au culte le 30 avril 1881 par Mgr Édouard-Charles Fabre, évêque de Montréal.
Première église à porter le nom Notre-Dame de Lourdes en Amérique, elle est l'œuvre de l'architecte québécois Napoléon Bourassa, père de l'homme politique Henri Bourassa. Pour le seconder, il fait appel au sculpteur Louis-Philippe Hébert. Parmi les autres talents qui participent alors au chantier, on retrouve Olindo Gratton, Toussaint-Xénophon Renaud ainsi que le peintre François-Édouard Meloche, qui y a commencé sa carrière.
Sanctuaire marial depuis ses origines, la chapelle est également devenue, en 1975, le lieu de culte de la paroisse Saint-Jacques, après la démolition partielle, pour faire place au pavillon central de l'université du Québec à Montréal, de la cathédrale Saint-Jacques de Montréal. Le clocher, rue Saint-Denis, et le transept Sud, en face de la chapelle, désormais propriétés de l'université, sont les derniers vestiges de ce qui avait été la première cathédrale du diocèse.
La chapelle bénéficie d'importantes rénovations à la fin des années 1980.

## Description
La chapelle est construite en forme de croix latine. La nef mesure 100 pieds (30 m) et le transept 70 pieds (21 m). Elle est surmontée d'un dôme de 35 pieds (10,67 m) de diamètre.
L'intérieur est éclairée par des fenêtres trilobées dépourvues de vitraux pour mieux laisser passer la lumière. La réalisation de l'ornementation intérieure s'étendra de 1875 à 1882. 
Pour compléter l'ornementation extérieure et souligner le 50e anniversaire du dogme de l'Immaculée Conception de la Vierge Marie, qui avait eu lieu à Rome le 8 décembre 1854, on commanda au sculpteur français Joseph Lefèvre une statue de bronze de 9 pieds (2,74 m) de hauteur, recouverte de feuilles d'or, qui a été placée au-dessus de la façade le 11 septembre 1904. Après restauration, la statue a été réinstallée en 2004.
Un portique en verre est installé à la fin des années 1990.

### Sculptures
Louis-Philippe Hébert réalise plusieurs statues dont la Vierge de béton au-dessus du maître-autel où apparaît Bernadette Soubirous, un archange saint Michel en bois de tilleul dans le transept Est et un saint Jean, l'évangéliste, également en bois dans le transept Ouest.
Une statue de saint Jacques le majeur a été installée en 2004 après sa récupération de la cathédrale Saint-Jacques, démolie en 1975.
La base du maître-autel, les médaillons de la chaire et le chemin de croix, tous en bois, sont l'œuvre d'Elzéar Soucy.
Dans les transepts, on retrouve des statues en bois de Louis-Philippe Hébert : Anne, Agnès et Bernadette Soubirous.
La statue de sainte Thérèse de l'Enfant-Jésus est de la main de Giuseppe Guardo.
Trois autres statues, peintes cette fois, sont installées dans la chapelle : sainte Marguerite d'Youville, saint Jean de Matha et saint Jean-Marie Vianney.

### Peintures
Plusieurs fresques murales ornent la chapelle. Au-dessus de chaque fenêtre, des fresques représentent différents épisodes de la vie de Marie.
Au centre du plafond de la nef, quatre tableaux représentent des épisodes de la Genèse :
- Adam et Ève chassés du Paradis.
- Abraham sur le point d'immoler son fils.
- Rébecca et Isaac sur le point de s'enfuir.
- Jacob donnant la bénédiction à ses fils.

De chaque côté de ces tableaux, des prophètes (Isaïe, Jérémie, David et Michée) et des figures bibliques féminines (Sara, Rébecca, Rachel et Ruth) sont représentés.
Au-dessus du chœur, on retrouve les événements principaux de la vie de Marie : l'Annonciation, la Visitation, la naissance de Jésus, l'Assomption et le Couronnement.
Dans le transept Est, des peintures représentent des saints : Éphrem, Grégoire le Thaumaturge, Cyrille et Jean Damascène, ainsi qu'Esther et Débora.
Dans le transept Ouest, ce sont  Bonaventure, Pierre Damien, Pierre Chrysologue et Cyprien ainsi que Judith et Anne.
Au-dessus des portes dans le chœur : saint Théodore et saint Laurent Justinien.
Le tableau d'Émilie Gamelin, dont une place à proximité de la chapelle porte son nom, est installé en 2008.

### Coupole
La coupole au-dessus du transept est soutenue par 4 anges peints, reliés au dogme de l'Immaculée Conception : la Révélation, la Tradition, la Doctrine, l'Autorité du pape.
Au centre de la coupole, la Vierge est peinte en bleu. Entourée d'anges, elle tient dans sa main gauche un sceptre royal et fait un geste de bénédiction de la droite.
La couronne de la coupole représente 4 groupes de personnages : les papes, les ordres religieux et militaires, les rois et les peuples, les docteurs de l'Église.

### Orgue
L'orgue, installé à l'arrière de la nef, est l'Opus 1, le premier instrument construit par l'entreprise Casavant Frères de Saint-Hyacinthe, en 1880–1881. Le buffet, dessiné par Bourassa lui-même, la tuyauterie et la façade sont d'origine.
Cet orgue de 15 jeux, dont 2 jeux d'anche provenant de la Maison Cavaillé-Coll de Paris, a subi des modifications en 1909 et 1959. Il est classé au Patrimoine immatériel religieux du Québec.

## Consécration à Notre-Dame de Lourdes
Le titre de Notre-Dame de Lourdes rappelle les 18 apparitions de la Vierge Marie dans cette petite ville du Sud de la France, entre le 11 février et le 18 juillet 1858, à une jeune fille, Bernadette Soubirous, canonisée en 1933.

## Usage actuel
Située dans le Quartier latin, à quelques pas de la station de métro Berri-UQAM, la chapelle est toujours très fréquentée. Plusieurs centaines de fidèles y entrent chaque jour pour participer à l'Eucharistie, adorer le Saint-Sacrement, exposé tous les après-midis, réciter le chapelet, vivre le sacrement de la pénitence ou se recueillir. Elle demeure un havre de paix au milieu des bruits et de l'agitation du centre-ville.
Le sous-sol a longtemps abrité une grotte rappelant celle de Massabielle. Il est aujourd'hui aménagé en salle, la Cantine des œuvres St-Jacques, servant des repas à prix modique, cinq soirs par semaine, à des gens à faible revenu, ainsi que divers activités: bingo, cinéma...

## Inscription à l'extérieur
On peut lire près de l'entrée :
Vous qui passez,

gens de haut savoir ou gens de la rue,

gens qui contemplez Dieu

ou gens qui l'avez oublié,

entrez dans cette Maison du Père,

prosternez-vous devant Lui,

adorez son Fils incarné

et rappelez-vous que le Maître d'œuvre,

c'est l'Esprit du Père et du Fils.

Et avant de quitter

regardez simplement Mère Marie.

## Galerie

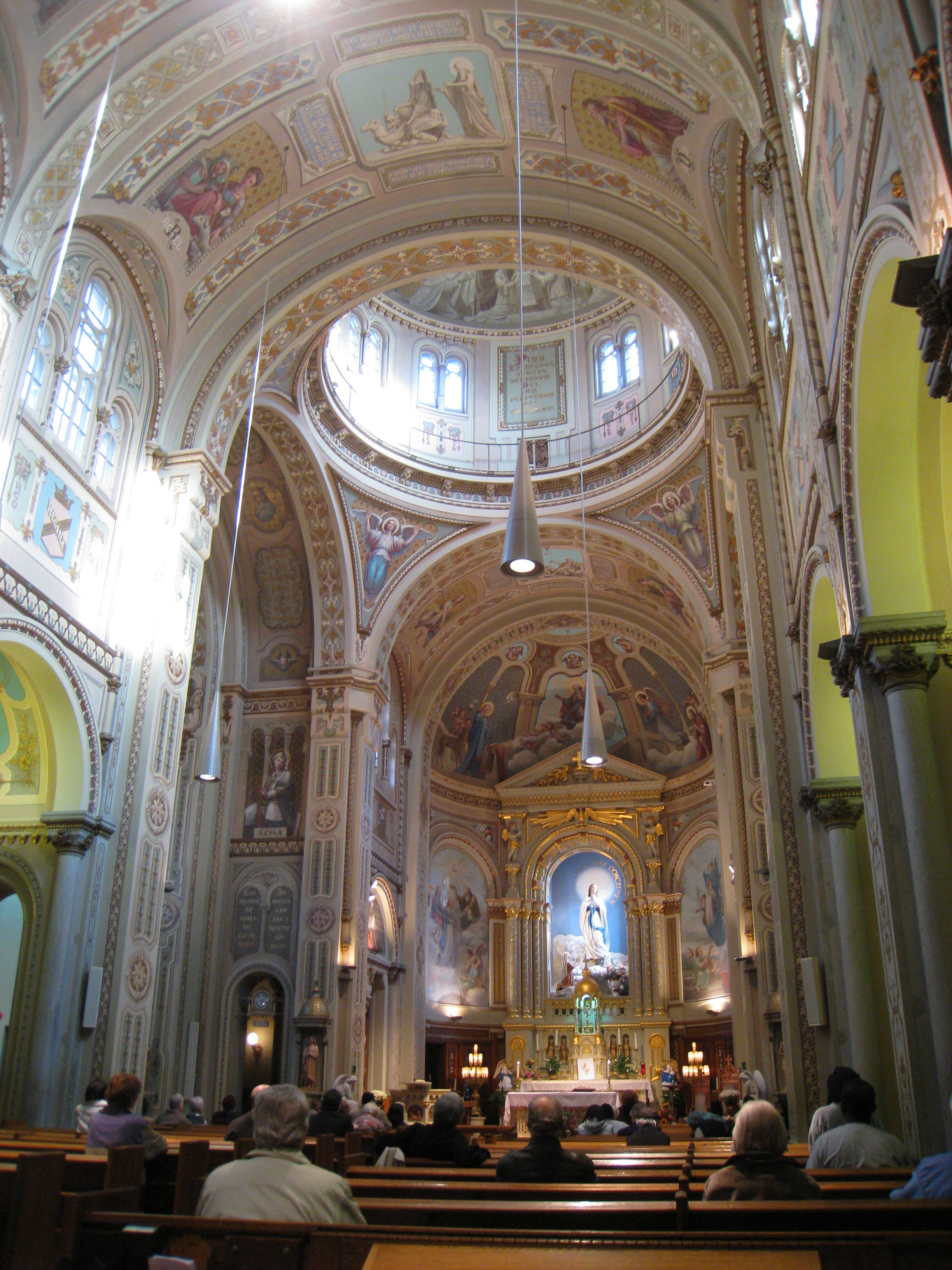
Nef et chœur
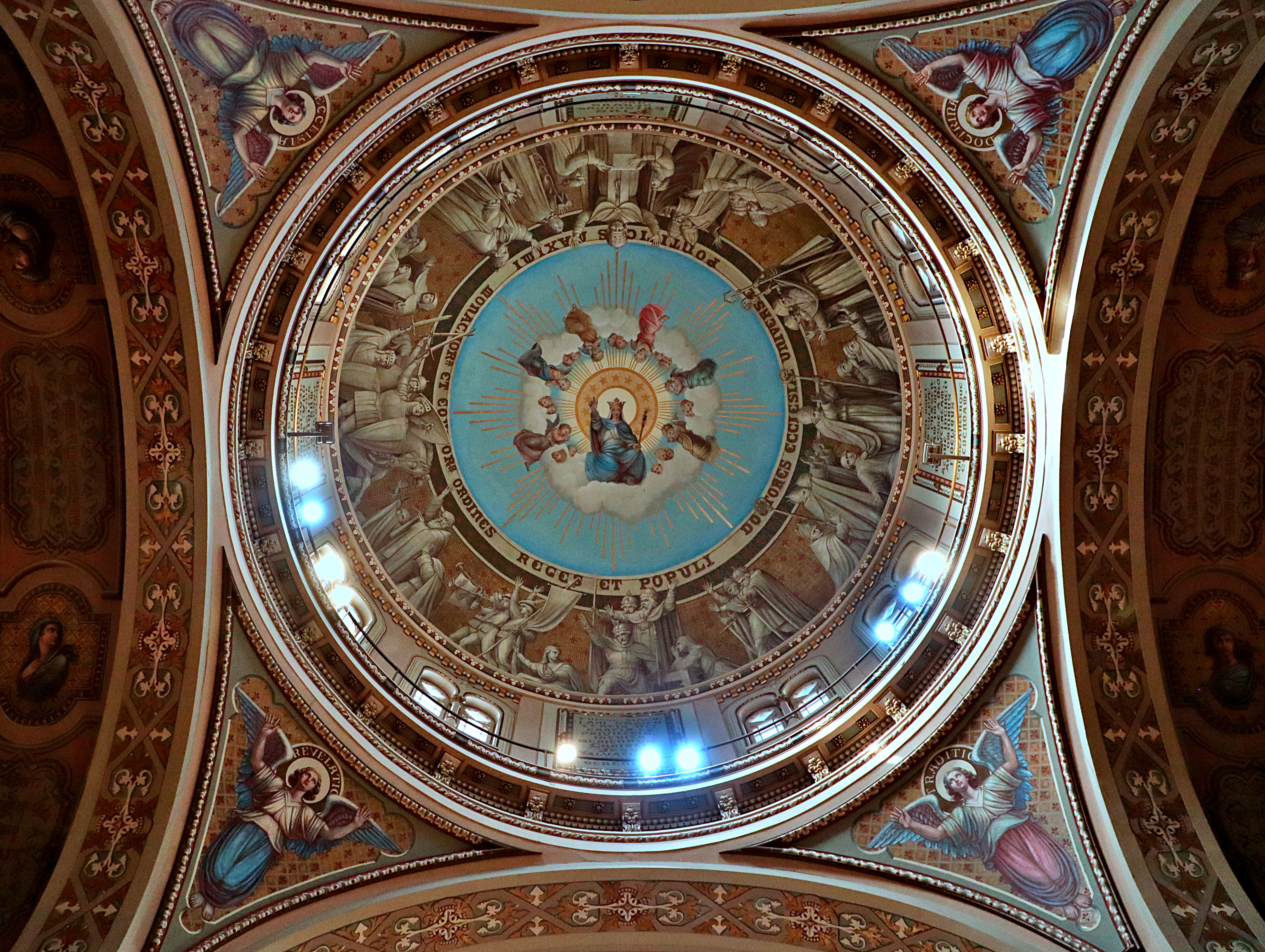
La coupole
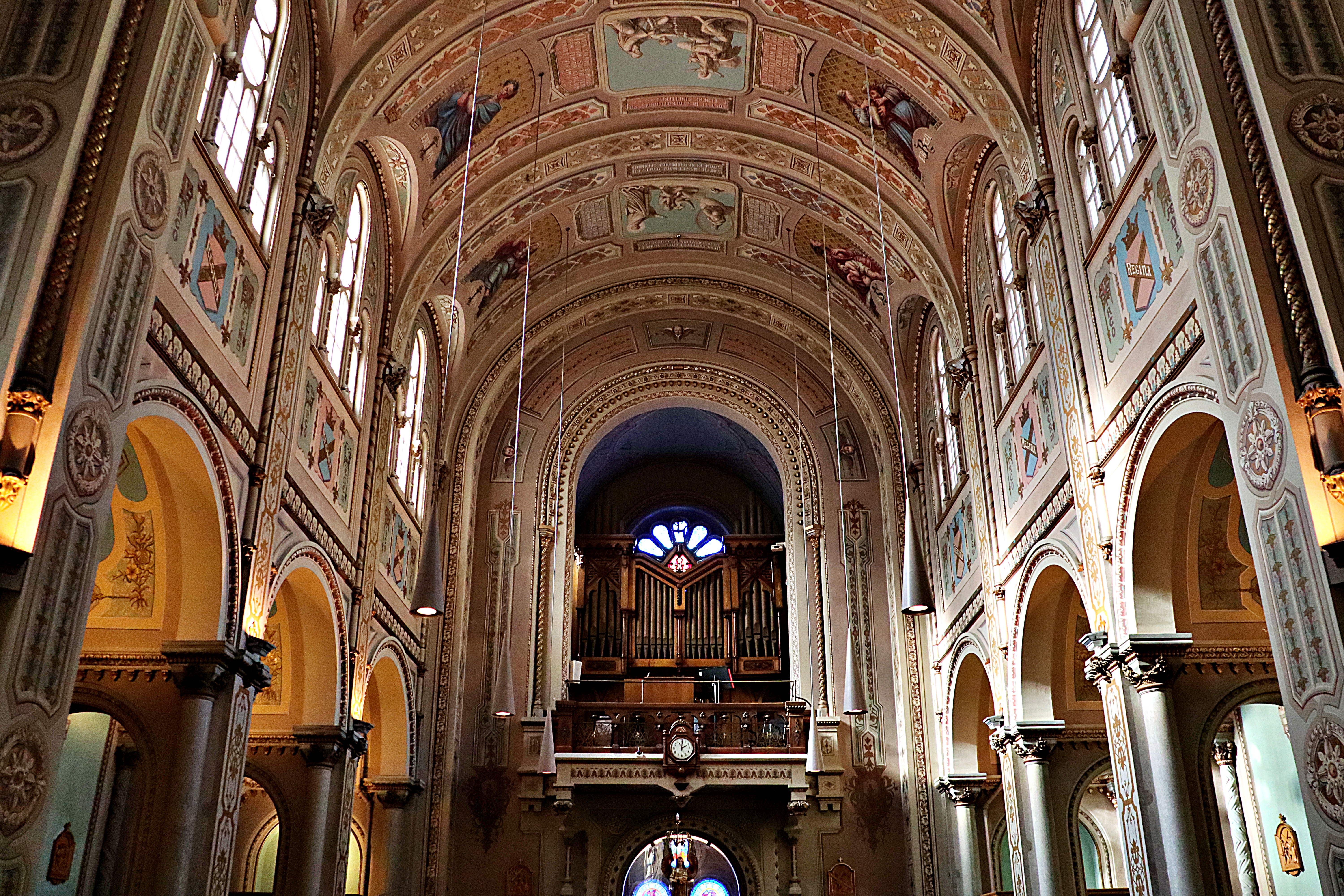
Vue arrière de la nef
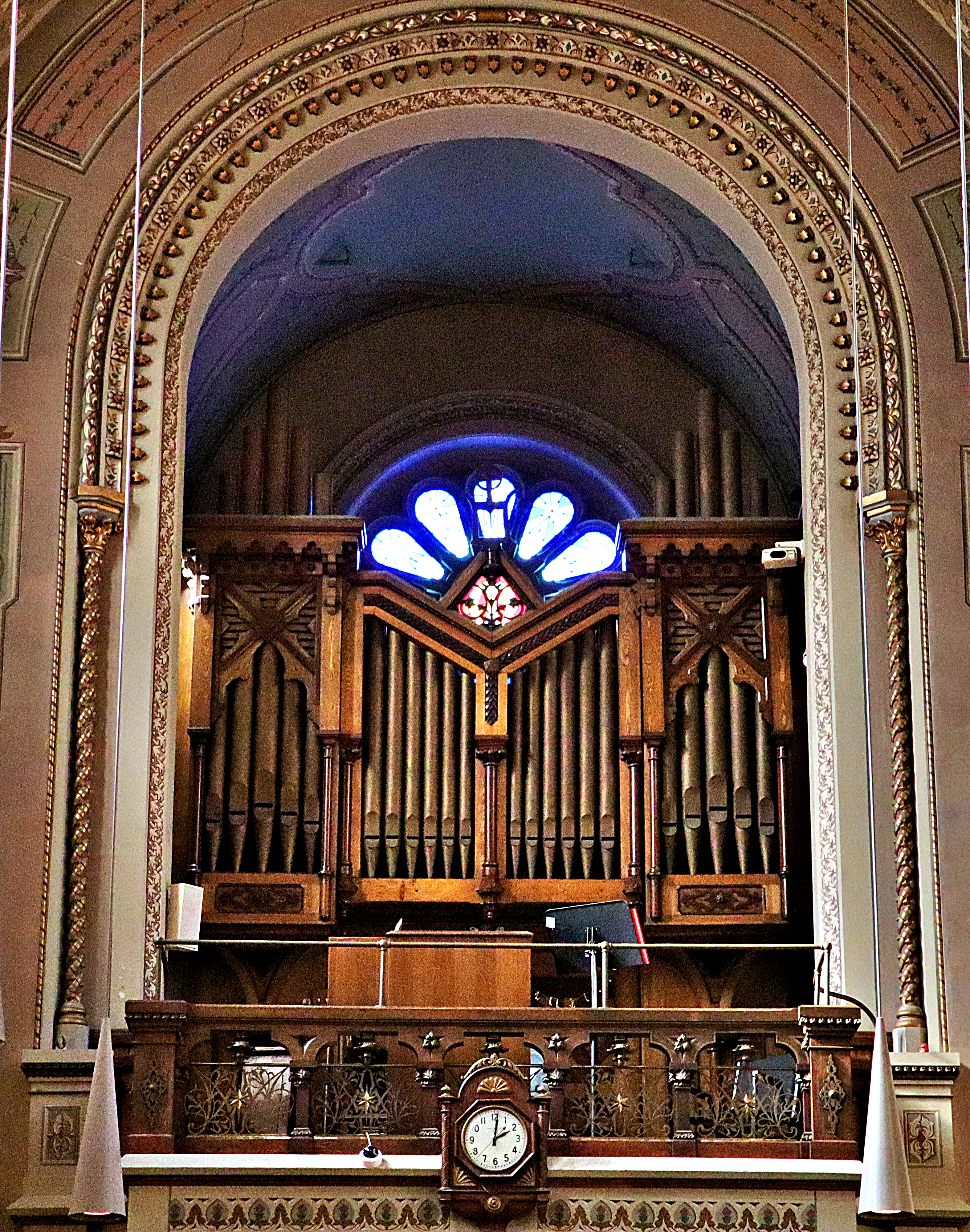
Orgue
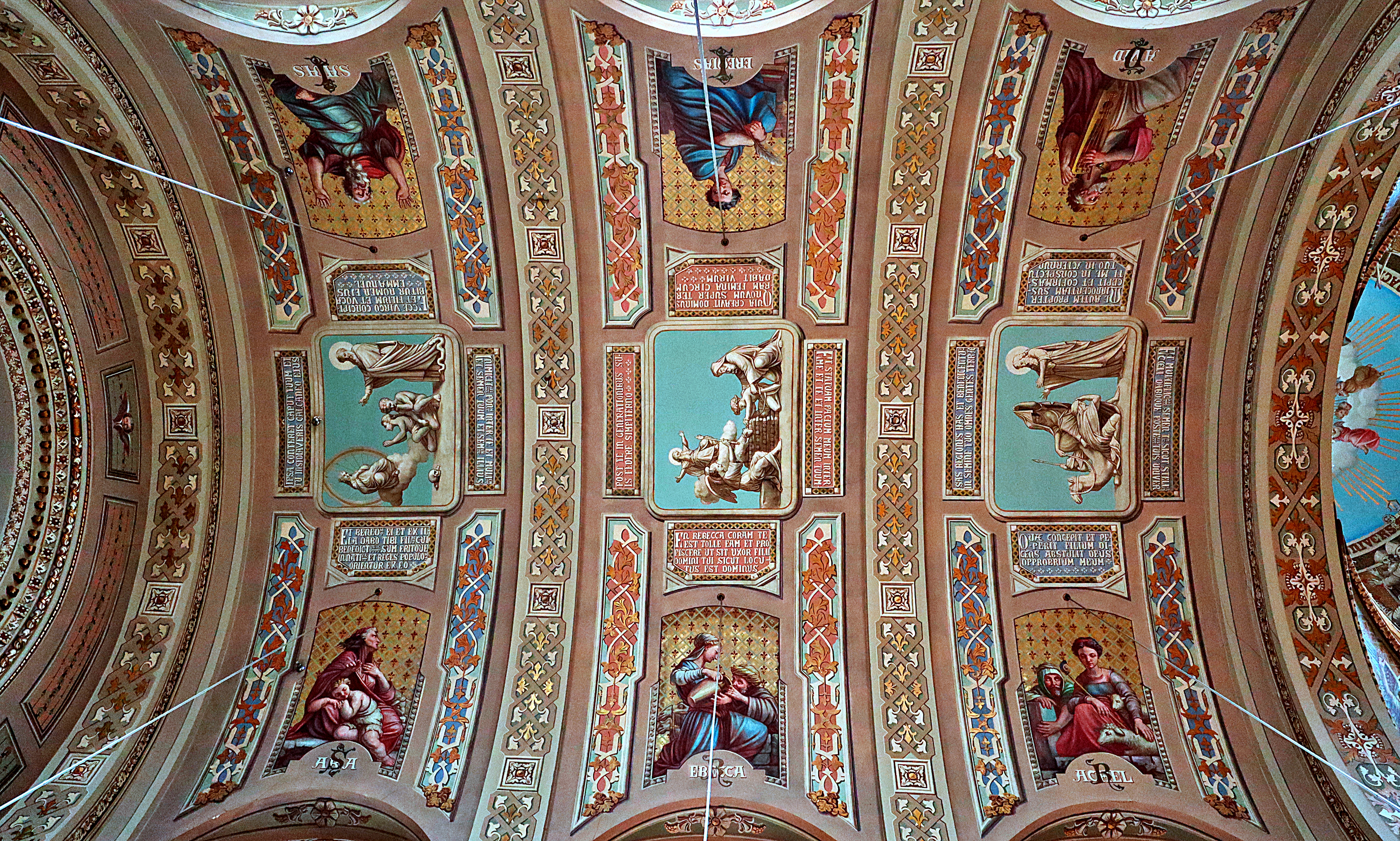
Plafond de la nef
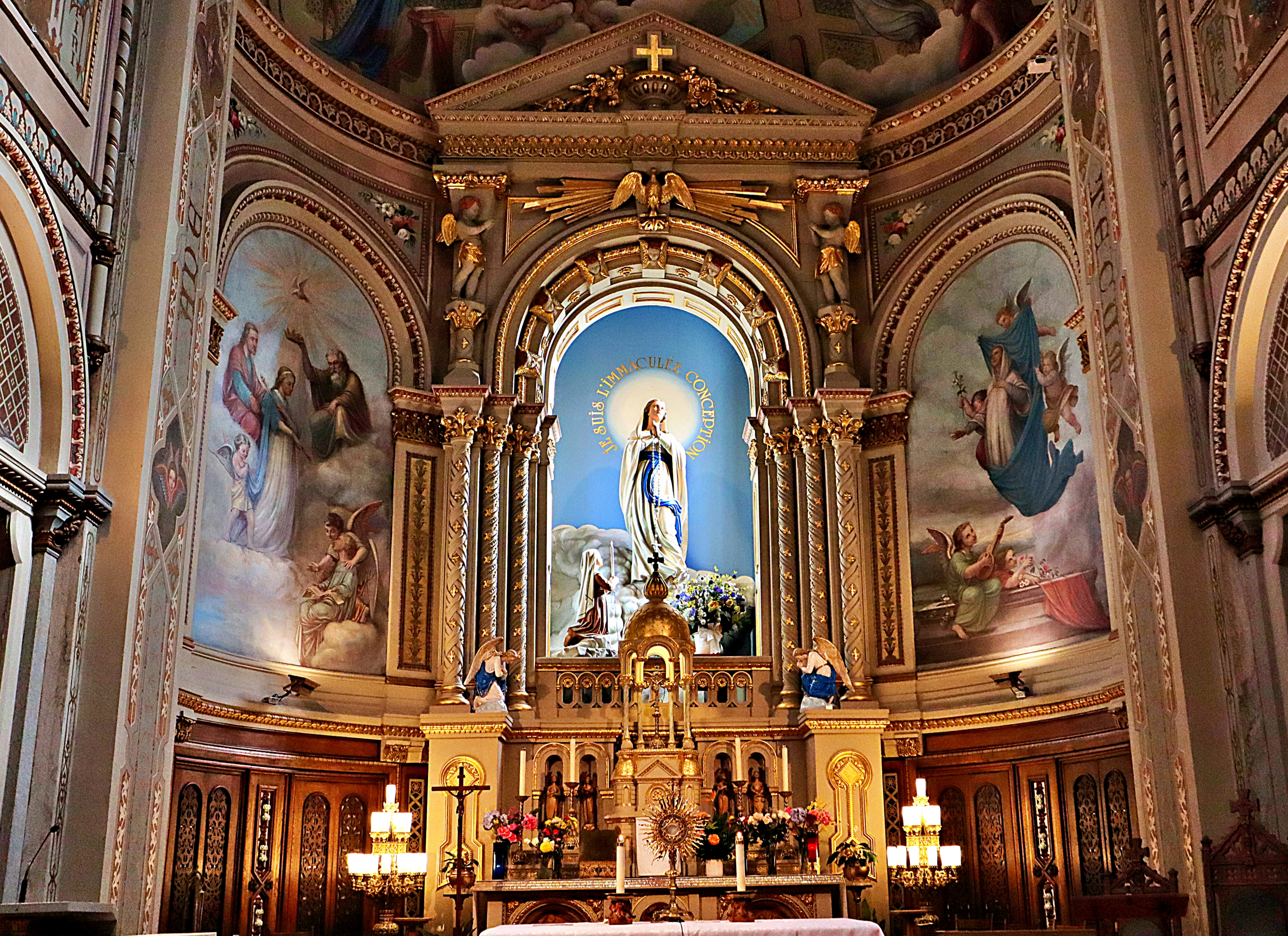
Chœur